# Езическа пролет
Езическа пролет (на гръцки: Παγανιστική Άνοιξη) е картина от кипърския художник Стас Параскос от 1968 г.
Картината е нарисувана с маслени бои върху платно и е с размери 145 x 210 cm. „Езическа пролет“ представя убежденията на Стас Параскос в животворната сила на природата и освобождаващия ефект на еротичния импулс. Усещането е подчертано от смелите и топли цветове, както и от илюстрованите препратки към митологичните приключения на Зевс. В картината е представено отвличането на Европа.
Картината е част от колекцията на Държавната галерия за съвременно изкуство в Никозия, Кипър.